# 과학의 눈
과학의 눈은 EBS-TV에서 방영하던 과학 프로그램으로, 2001년 10월 27일부터 2002년 6월 16일까지 방영하였다.